# PT-796
PT-796 (vollständig Motor Torpedo Boat PT 796, auch Tail Ender) ist der Name eines PT-Schnellboots der United States Navy. Das 1945 von Higgins Industries gebaute Boot befindet sich heute außerhalb des Wassers als Museumsschiff in einer extra zu diesem Zweck errichteten Halle innerhalb des Battleship Cove in Fall River, Massachusetts. PT-796 wurde im Januar 1986 als National Historic Landmark in das National Register of Historic Places eingetragen.

## Beschreibung
PT-796 gehört zum nach der Werft benannten Higgins-Typ von PT-Schnellbooten, der vor allem dadurch gekennzeichnet war, dass er im Gegensatz zu den 80 Fuß langen Booten von Electric Boat, die analog als Elco-Typ bezeichnet wurden, nur 78 Fuß lang war. Die technische Ausrüstung und Ausstattung mit Waffensystemen war hingegen vergleichbar. Die drei wassergekühlten, aufgeladenen 12-Zylinder-Motoren wurden mit AvGas betrieben und beschleunigten mit ihren jeweils 1.550 PS (zusammen 3.420 kW) PT-796 auf bis zu 44 Knoten.
Die ursprünglich von den Briten entwickelten PT-Schnellboote wurden von der amerikanischen Marine im Zweiten Weltkrieg in großer Stückzahl eingesetzt. Sie wurden von Beginn an als kleine, schnelle und im Zweifel entbehrliche Wasserfahrzeuge konzipiert, die mit Torpedos und Maschinengewehren bewaffnet waren, um feindliche Nachschublinien zu stören. Die USA setzten 43 PT-Geschwader ein, die jeweils aus 12 PT-Booten bestanden. Um die 300 dieser Boote wurden während des Kriegs zerstört, was im Rahmen nachfolgender Analysen als extrem hohe Verlustrate bezeichnet wurde. 1985 existierten in den gesamten USA nur noch vier PT-Schnellboote, darunter das ebenfalls in Battleship Cove ausgestellte PT-617.
PT-796 erlangte besondere Bekanntheit, als es mit der Kennung PT-109 während der Parade zur Amtseinführung von John F. Kennedy im Januar 1961 zum Einsatz kam – Kennedy war während des Kriegs Kommandant von PT-109 gewesen.